# Andreas Matt
Andreas Matt (Zams, 19 ottobre 1982) è un ex sciatore freestyle austriaco, campione mondiale di ski cross a Inawashiro 2009 e vincitore di una Coppa del Mondo di ski cross.
È fratello di Mario e di Michael, sciatori alpini di alto livello.

## Biografia
In Coppa del Mondo ha esordito il 7 gennaio 2004 a Les Contamines (56º), ha ottenuto il primo podio il 16 marzo 2008 a Valmalenco (3º) e la prima vittoria il 10 gennaio 2009 a Les Contamines. In carriera ha partecipato a due edizioni dei Giochi olimpici invernali, Vancouver 2010 (2º nello ski cross) e Soči 2014 (14º nello ski cross), e a cinque dei Campionati mondiali, vincendo due medaglie.

## Palmarès

### Olimpiadi
- 1 medaglia:
  - 1 argento (ski cross a Vancouver 2010)

### Campionati mondiali
- 2 medaglie:
  - 1 oro (ski cross a Inawashiro 2009)
  - 1 bronzo (ski cross a Deer Valley 2011)

### Coppa del Mondo
- Miglior piazzamento in classifica generale: 2º nel 2011
- Vincitore della Coppa del Mondo di ski cross nel 2011
- 21 podi:
  - 7 vittorie
  - 9 secondi posti
  - 5 terzi posti

#### Coppa del Mondo - vittorie
| Data             | Luogo          | Paese    | Disciplina |
| ---------------- | -------------- | -------- | ---------- |
| 10 gennaio 2009  | Les Contamines | Francia  | SX         |
| 20 gennaio 2010  | Blue Mountain  | Canada   | SX         |
| 29 gennaio 2011  | Grasgehren     | Germania | SX         |
| 3 marzo 2011     | Grindelwald    | Svizzera | SX         |
| 13 marzo 2011    | Branäs         | Svezia   | SX         |
| 18 dicembre 2011 | San Candido    | Italia   | SX         |
| 15 dicembre 2013 | Val Thorens    | Francia  | SX         |

Legenda:

SX = ski cross

### Campionati austriaci
- 1 medaglia[2]:
  - 1 bronzo (ski cross nel 2014)